# Laternaria rogersi
Laternaria rogersi är en insektsart som först beskrevs av William Lucas Distant 1906.  Laternaria rogersi ingår i släktet Laternaria och familjen lyktstritar. Inga underarter finns listade i Catalogue of Life.